# Fritz Esser (Politiker, 1914)
Fritz Esser, eigentlich Friedrich Esser, (* 12. August 1914 in Mannheim; † 16. Februar 1978 ebenda) war ein deutscher Politiker (SPD, NSDAP).

## Leben und Beruf
Esser stammte aus der Arbeiterklasse und wuchs als zweitjüngstes von fünf Geschwistern in Mannheim auf. Nach der Volksschule absolvierte Esser eine Technikerlehre und besuchte eine maschinentechnische Fachschule. Danach war er als Maschinentechniker tätig. Er war seit 1928 Mitglied der SAJ und seit 1932 der SPD. 1933 wurde er angeblich aus politischen Gründen als Maschinentechniker entlassen, trat aber zum 1. Mai 1933 der NSDAP bei (Mitgliedsnummer 3.561.424). Ab 1934 betrieb er eine Mietwäscherei.
Im Zweiten Weltkrieg meldete Esser sich freiwillig zur Luftwaffe, um der politischen Verfolgung durch die Nazis zu entgehen. Er wurde nach Memmingerberg eingezogen. Anfang 1945 geriet er in US-amerikanische Gefangenschaft, von wo ihm im Sommer 1945 aus einem Ulmer Militärkrankenhaus die Flucht gelang. Zurück im Zivilleben nahm Esser wieder die Führung seiner Mietwäscherei im Mannheimer Stadtteil Luzenberg auf.
Ab 1948 verfolgte er, neben der Arbeit in der Wäscherei, verstärkt seine politische Karriere. Von 1948 bis 1951 war er Vorsitzender der Jungsozialisten in Württemberg-Baden. 1951 wurde Esser erstmals in den Mannheimer Gemeinderat gewählt, dem er bis 1968 angehörte.
1954 wurde Esser Geschäftsführer der Arbeiterwohlfahrt Mannheim.
Ehrenamtlich war Esser von 1953 bis 1960 Vorsitzender des Stadtjugendrings Mannheim und von 1964 bis zu seinem Tod 1978 Vorsitzender des Deutschen Jugendherbergswerks. Von 1964 bis 1968 war er Präsident des SV Waldhof Mannheim.
Von 1968 bis 1972 gehörte er für eine Legislaturperiode dem Landtag von Baden-Württemberg an. Von 1975 bis zu seinem Tod gehörte er erneut dem Mannheimer Gemeinderat an.
In seine Zeit als Geschäftsführer der AWO Mannheim fiel ab Mitte der 1970er Jahre die Projektierung und der Bau eines Alten- und Pflegeheimes im Mannheimer Stadtteil Vogelstang, welches 1978 eingeweiht wurde. Das Heim trägt als posthume Ehrung den Namen Fritz-Esser-Haus.
Esser war von 1941 bis 1948 mit Lore Esser geb. Metzeler und von 1951 bis zu seinem Tod mit Gertrud Emilie Esser geb. Knapp verheiratet. Aus jeder Ehe ging jeweils eine Tochter hervor.